# Elsinoë ilicis
Elsinoë ilicis är en svampart som beskrevs av Plakidas 1954. Elsinoë ilicis ingår i släktet Elsinoë och familjen Elsinoaceae.   Inga underarter finns listade i Catalogue of Life.